# Ungdoms-VM i håndbold 2006 (kvinder)
| Ungdoms-VM 2006 | Ungdoms-VM 2006 |
| --------------- | --------------- |
| Guld            | Danmark         |
| Sølv            | Sydkorea        |
| Bronze          | Rumænien        |
| 4.              | Frankrig        |
| 5.              | Slovenien       |
| 6.              | Argentina       |
| 7.              | Japan           |
| 8.              | Thailand        |
| 9.              | Brasilien       |
| 10.             | Canada          |
| 11.             | Tunesien        |

Ungdomsverdensmesterskabet i håndbold for kvinder 2006 var det første ungdoms-VM i håndbold for kvinder, og slutrunden med deltagelse af 11 hold blev afviklet arenaen Palais des Sports Léopold-Drolet i Sherbrooke, Canada i perioden 11. – 20. august 2006. Spillere født i 1988 eller senere kunne deltage i mesterskabet.
Mesterskabet blev vundet af Danmark, som i finalen besejrede Sydkorea med 36-33. Bronzemedaljerne gik til Rumænien, som vandt 30-28 over Frankrig i bronzekampen.

## Slutrunde

### Indledende runde
12 hold var tilmeldt mesterskabet, men Elfenbenskysten meldte afbud, så turneringen endte med kun af have deltagelse af 11 hold. De 11 hold var inddelt i to grupper med fem og seks hold i hver. I hver gruppe spillede holdene alle-mod-alle, og de to bedste hold gik videre til semifinalerne. Gruppetreerne gik videre til placeringskampen om 5.-/6.-pladsen, holdene der sluttede på fjerdepladserne spillede om 7.-/8.-pladsen, mens femmerne måtte tage til takke med spil om 9.-/10.-pladsen.

#### Gruppe A
| Dato  | Kamp                  | Res.  |
| ----- | --------------------- | ----- |
| 11.8. | Tunesien - Frankrig   | 17-32 |
| 12.8. | Japan - Slovenien     | 21-31 |
| 12.8. | Rumænien - Brasilien  | 21-36 |
| 13.8. | Japan - Frankrig      | 20-35 |
| 13.8. | Rumænien - Tunesien   | 28-22 |
| 14.8. | Rumænien - Slovenien  | 27-23 |
| 14.8. | Japan - Brasilien     | 29-28 |
| 15.8. | Tunesien - Slovenien  | 28-32 |
| 15.8. | Brasilien - Frankrig  | 22-25 |
| 16.8. | Japan - Tunesien      | 34-22 |
| 16.8. | Rumænien - Frankrig   | 20-26 |
| 17.8. | Brasilien - Slovenien | 30-24 |
| 17.8. | Rumænien - Japan      | 38-29 |
| 18.8. | Brasilien - Tunesien  | 28-21 |
| 18.8. | Slovenien - Frankrig  | 27-24 |

| Gruppe A  | Kampe | Mål | Point |
| --------- | ----- | --- | ----- |
| Frankrig  | 5     |     | 8     |
| Rumænien  | 5     |     | 6     |
| Slovenien | 5     |     | 6     |
| Brasilien | 5     |     | 4     |
| Japan     | 5     |     | 4     |
| Tunesien  | 5     |     | 0     |

#### Gruppe B
| Dato  | Kamp                 | Res.  |
| ----- | -------------------- | ----- |
| 12.8. | Danmark - Argentina  | 34-18 |
| 12.8. | Sydkorea - Canada    | 46-22 |
| 13.8. | Sydkorea - Thailand  | 39-17 |
| 14.8. | Sydkorea - Argentina | 40-28 |
| 14.8. | Danmark - Canada     | 53-13 |
| 15.8. | Argentina - Thailand | 30-21 |
| 16.8. | Danmark - Thailand   | 49-15 |
| 17.8. | Argentina - Canada   | 27-15 |
| 17.8. | Danmark - Sydkorea   | 30-29 |
| 18.8. | Canada - Thailand    | 23-26 |

| Gruppe B        | Kampe        | Mål          | Point        |
| --------------- | ------------ | ------------ | ------------ |
| Danmark         | 4            |              | 8            |
| Sydkorea        | 4            |              | 6            |
| Argentina       | 4            |              | 4            |
| Thailand        | 4            |              | 2            |
| Canada          | 4            |              | 0            |
| Elfenbenskysten | Meldte afbud | Meldte afbud | Meldte afbud |

### Placeringskampe
Placeringskampene om 5.- til 10.-pladsen havde deltagelse af de seks hold fra den indledende runde, som ikke gik videre til semifinalerne. Holdene, der sluttede på tredjepladserne i grupperne, spillede om 5.-pladsen. De to hold, der blev nr. 4 i de indledende grupper, mødtes i kampen om 7.-pladsen. Og endelig måtte de hold, der endte på femtepladserne i den indledende runde, tage til takke med at spille om 9.-pladsen.
| Dato               | Kamp                  | Res.               |
| Kamp om 9.-pladsen | Kamp om 9.-pladsen    | Kamp om 9.-pladsen |
| ------------------ | --------------------- | ------------------ |
| 19.8.              | Brasilien - Canada    | 45-10              |
| Kamp om 7.-pladsen |                       |                    |
| 19.8.              | Japan - Thailand      | 46-16              |
| Kamp om 5.-pladsen |                       |                    |
| 20.8.              | Slovenien - Argentina | 22-16              |

| Samlet rangering | Samlet rangering |
| ---------------- | ---------------- |
| 5.               | Slovenien        |
| 6.               | Argentina        |
| 7.               | Japan            |
| 8.               | Thailand         |
| 9.               | Brasilien        |
| 10.              | Canada           |

### Slutspil
| Semifinaler                                    |                     |          |
| 19.8.                                          | Frankrig - Sydkorea | 31-32    |
| 19.8.                                          | Danmark - Rumænien  | •34-32 • |
| Bronzekamp                                     |                     |          |
| 20.8.                                          | Frankrig – Rumænien | 28-30    |
| Finale                                         |                     |          |
| 20.8.                                          | Sydkorea – Danmark  | 33-36    |
| Note: • Efter forlænget spilletid (2 × 5 min.) |                     |          |

### Medaljevindere
| Guld | Sølv | Bronze |
| --- | --- | --- |
| Danmark | Sydkorea | Rumænien |
| Sandra Toft Mia Boesen Lærke Møller Stina Eriksen Mie Augustesen Susan Thorsgaard Stine Nyegaard Sabina Rasmussen Stine Bonde Jensen Amalie G. Sørensen Louise Lyksborg Ditte E. Kelså Christina Aalling Kristina Kristiansen Line Jørgensen Anne Katrine Østergaard | Choe Seol-Hwa Song Mi-Rey Bae Min-Hee Jo A-Ram Jang Eun-Ju Kim On-A Jung Sung-Hee Gwon Han-na Lee Min-Ji Joo Kyung-Jin Ju Hui Kim Ju-Ram Lee Seon-Mi Lee Seul-Ki Kwak Han-Eol Jung Ju-Ri | Laura Seitan Ana Maria Simion Elena Dinca Alexandra Ursachi Roxana Rahnea Nita Aura Ivancu Marcela Lupu Mihaela Sandu Maria Vizitiu Diana Ciubotaru Cristina Neagu Cristina Sintamarean Roxana Joldes Mahaela Teodorescu Aneta Pirvut Dana Pop |